# 约翰·阿伯特
约翰·约瑟夫·卡德威尔·阿伯特爵士 PC，QC，KCMG，BCL，DCL（Sir John Joseph Caldwell Abbott，1821年3月12日—1893年10月30日），加拿大保守党政治人物，1891-1892年担任加拿大总理，亦是首位在加拿大本土出生的总理。

## 早期生涯
1821年3月12日出生在魁北克的安德鲁城。父亲是一位前往加拿大传教的英国传教士。22岁那年，他在蒙特利尔工作了5年之后考入麦吉尔大学，毕业时取得民法学学位，其后成为一名出色的律师。1849年娶了蒙特利尔圣公会主教的女儿，1855年他34岁的时候成为母校法学院院长，其后长期担任麦吉尔大学董事会董事。
英国放弃特惠关税制度，加拿大政府答应赔偿法裔加拿大在1837年起义的损失之后，一群急躁的年轻保守党对此感到愤慨，1849年他们在蒙特利尔发表《兼并宣言》，号召与美国合并，艾伯特也在宣言上签字，这是他政治生活的开始。这个宣言被大部分加拿大人鄙视，在宣言上签字的人在人民眼中几乎成了卖国贼，阿伯特后来极力为宣言开脱，他声称：“就像任性的孩子打保姆，不是要故意伤害她一样，签名的组织者也不是真的要和美国合并。”

## 铁路丑闻
阿伯特曾经长时间担任加拿大国会下议院议员（1857-1874,1880-1887）。同大多数英裔加拿大人一样，他强烈反对成立联邦，他认为联邦建立后将英语的加拿大人将居于少数地位，他最大的兴趣是经商，1862年，他被任命为”加拿大中部铁路公司“董事长，负责经营布洛克维尔至渥太华的铁路。这条铁路向西延伸至彭布罗克，艾博克可能想过要建筑一条穿越加拿大的铁路。
1873年2月5日，约翰·麦克唐纳爵士发给休·阿伦爵士等人建筑加拿大太平洋铁路的许可证，并为铁路建设拨款2500万美元，拨出土地2500万英亩。1873年4月议会复会时，来自谢福德的自由党议员指责阿伦资助了保守党35万元的竞选经费才买来许可证，艾伯特是阿伦的法律顾问和亲密的商业伙伴。太平洋铁路丑闻最有利的证据之一。是一位机要员从艾伯特的办公室内偷走的一份电文。麦克唐纳在给艾伯特的电文中说：”我还需要1万，这是最后一次向你求援，不要使我失望。速复。”这桩丑闻导致了麦克唐纳政府在1873年11月的辞职和约翰·阿伯特在次年的选举中失去议员的位置。
随着麦克唐纳政府的重新上台，太平洋铁路竣工后，为了能进入太平洋铁路董事会， 1887年，他成为国会上议院议员，并加入当时总理约翰·亚历山大·麦克唐纳政府的内阁，出任不管部部长。他亦是蒙特利尔英语社区的重要支柱，更于1887年至1889年其间出任该市市长。他另于1887年5月12日至1893年10月30日其间出任国会上议院政府领袖一职。凭着其出色的法律及行政才能，阿伯特迅速成为政府的领导人物之一。

## 出任总理
1891年，总理约翰·麦克唐纳于任内病逝。面临分裂的保守党希望阿伯特能够接掌总理一职，阿伯特只好在不情愿的情况下接受这个请求。当时他已年近古稀，疲惫不堪，他自己说，他被挑选为首相的原因同美国总统候选人当选一样，是因为没有人特别讨厌他。艾伯特面临两大挑战，麦克唐纳的保护关税仍然不能帮助和安抚失业者，全国继续滑入萧条的深渊，同前任政府一样，在他十八个月的任期内，爆出丑闻不断，自由党成员揭露政府为了让承包商支付回扣给魁北克的保守党作政治基金，而增加承包商的合同款项，这些指控导致一名内阁部长辞职，一名内阁部长入狱。阿伯特其中几项政绩包括：改革公务员制度、修订刑事法则、跟美国签订互惠条约。另外，在他任内一共有五十二次补选，其中四十二次均由保守党胜出，令到保守党以十三席之差继续成为多数党。这些胜利很大程度归功于自由党的失误，自由党首脑爱德华·布莱克发表告别演说时，莫名其妙的说自由党的政策是最终和美国合并，这几乎给予自由党以破坏性打击。魁北克自由党首席部长奥诺雷·梅西耶因重大贪污罪被解职，他的罪行使得同样罪行的保守党自愧不如。但阿伯特没能充分利用魁北克最强有力的保守党人沙普鲁的才智，因而为威尔弗里德·劳雷尔1896年的大胜铺平了道路。

## 最后日子
阿伯特在出任总理一年后尝试将总理一职交予下院领袖，信奉罗马天主教的约翰·斯帕洛·戴维·汤普森，但是因为受到有宗教偏见的保守党核心小组反对而未能成事。1892年，罹患初期脑癌的阿伯特因为健康逐渐衰退，被迫退出政坛，而 约翰·汤普森最终成为新一任加拿大总理。阿伯特在退休后希望能到欧洲治病恢复健康，但与1893年10月30日与蒙特利尔逝世，享年七十二岁。他被安葬于魁北克省蒙特利尔皇家山公墓。

## 琐事
- 阿伯特最常作出的政治评论是：「我讨厌政治（I hate politics）」。
- 位于魁北克省聖安‧迪‧美景（Sainte-Anne-de-Bellevue）的约翰·阿伯特学院是以他的名字来命名的。雅博曾经在当地拥有一间渡假屋。